# هوبرت پیرلو
هوبرت پیرلو (انگلیسی: Hubert Pierlot؛ ۲۳ دسامبر ۱۸۸۳ – ۱۳ دسامبر ۱۹۶۳) یک سیاست‌مدار اهل بلژیک بود.